# Климов, Василий Васильевич (писатель)
Василий Васильевич Климов (20 марта 1927, Заречный Пешнигорт, Уральская область — 1 апреля 2020) — коми-пермяцкий писатель, сценарист, поэт и драматург, фольклорист, редактор. Член Союза писателей России, заслуженный работник культуры РСФСР (1985), почётный гражданин Коми-Пермяцкого округа.

## Биография[1]
В 1934—1941 годах учился в Пешнигортской средней школе, позже — один год в педагогическом училище, но оставил учёбу из-за тяжёлой болезни. В 1941—1944 годах работал в тылу на крестьянских работах. В 1944—1952 годах служил в рядах армии авиаспециалистом. В 1955—1957 годах учился в вечерней школе, а в 1957 году был студентом в Кудымкарском педагогическом училище. Работал в райисполкоме плановиком, техником-гидрологом. 1957—1961 гг. — работа корреспондентом в редакции Кудымкарского радиовещания. В 1961—1962 годах являлся корректором Коми-Пермяцкого книжного издательства. В 1962—1969 годах — стал его редактором. Затем, в 1969—1971 годах учился на Высших литературных курсах при Литературном институте им. М. Горького.
В 1971—1977 годах занимал должность старшего редактора Коми-Пермяцкого книжного издательства. В 1977—1987 годах — литературный консультант Пермской писательской организации по Коми-Пермяцкому автономному округу. В 1974—1987 годах — в.о. председателя бюро Коми-Пермяцкого литературного объединения.

## Награды и звания
1946 г. — медаль «За доблестный труд в Великой Отечественной войне 1941—1945 годов».
1985 г. — почётное звание «Заслуженный деятель культуры РСФСР».
1987 г. — орден «Знак Почёта».
1992 г., 1993 г., 2008 г. — лауреат окружной Литературной премии им. М. П. Лихачёва в области прозы.
1997 г. — Почётный гражданин Коми-Пермяцкого округа.
1997 г., 2009 г., 2012 г. — лауреат окружной Литературной премии им. А. Н. Зубова в области поэзии.
2005 г. — Памятная медаль им. М. А. Шолохова «За гуманизм и служение России».

## Творчество
В. В. Климов являлся автором прозы, стихов, пьес, сказок, собирал и публиковал коми-пермяцкий фольклор.
В 1956 г. окружная газета опубликовала первые два стихотворения В. Климова, а первый рассказ был опубликован в сборнике «Гажа рыттэз» («Веселые вечера») в 1958 г.
В 1960 году издал книгу «Коми-пермяцкое устное народное творчество: коми-пермяцкие легенды, сказки, песни, частушки, пословицы и поговорки» (Коми-пермяцкое народное устное поэтическое творчество), в этом же году вышла книга рассказов «Чайдöм ув» (Сломанная ветка).
Всего у В. В. Климова вышло в свет 25 книг на коми-пермяцком языке.
В 1970-е годы собирал местный фольклор, пребывая в экспедициях по округу
В 1977—1987 годы работал литературным консультантом, более десяти лет возглавлял окружное литературное объединение.
Литературное наследие В. В. Климова включает сборники стихов на коми-пермяцком и русском языках, книги рассказов, роман, двухтомник фольклора, ряд пьес. Сотрудничал с пермскими писателями и поэтами: Л. Кузьминым, В. Радкевичем, Н. Домовитым и другими.
Автор сценария для анимационного фильма «Верешок» (1984), созданного на Пермской студии телевизионных фильмов.
Написал пьесы для Коми-Пермяцкого краевого драматического театра им. М.Горького: «Соя-вона» («Брат и сестра») — сказка для детей. «Готрасьны, дак готрасьны!» («Жениться так жениться!»), «Гузи да Мези» (по мотивам коми-пермяцких побасёнок), которые пользуются большим успехом среди зрителей.